# Pastorale (nouvelle)
Pastorale est une nouvelle de Marcel Aymé, parue dans la revue Lire de l'inédit en 1931.

## Historique
Pastorale est une nouvelle de Marcel Aymé, parue dans Lire de l'inédit en août 1931, puis dans son premier recueil de nouvelles Le Puits aux images en avril 1932.

## Résumé
« Sous la XVIIe République, la population française s'accroît dangereusement à cause du trop grand nombre de naissances et de l'immigration excessive. L'agriculture a trop de bras ; chaque village devient un gratte-ciel... ».
Dans un style journalistique et historique est conté d’abord ceci :
La XVIIe République vient tout juste de naître en France pour essayer de mettre un terme aux problèmes endémiques qui sévissent : à savoir une crise de la représentation, une crise démographique dû à l’érotisme et encore l’immigration. Les dirigeants de ces deux cent vingt millions de sujets mettent donc en place des politiques malthusiennes en diffusant tour à tour des épidémies, dont les effets sont à chaque fois rapidement palliés par une forte natalité. Ne parvenant pas à les résoudre, les dirigeants lancent alors des réformes toutes aussi absurdes que les causes de ces problèmes.
À tout cela s’ajoute une crise agraire, pour agrandir la surface cultivable par les paysans, l’État se décide à raser tous les villages pour constituer des villes-gratte-ciel. Cependant cette métamorphose de la société ne va pas sans problème, puisqu’elle crée un temps d’anarchie et de terreur « infra-rouge » et aboutit à une monarchie de droit divin. Ces villages-gratte-ciel de 15 000 habitants, où le travail et les poètes n’ont pas vraiment de place, sont alors dirigés à la fois par un prêtre et un chef consacré par le roi.
Ensuite d’un style plus romancé, on se concentre davantage sur l’histoire du village-gratte-ciel de Dulcène, haut de 52 étages et de 5 000 habitants, huit siècles après les événements précédents. Ayant appris la naissance de 23 bambins poètes, le Chef souhaite leur accorder la peine de mort, cependant le curé, son frère, l’en interdit, et leur laisse donc la vie sauve. Ceux-ci sont alors éduqués, isolés de la société, dans l’espérance qu’ils ne se révèlent pas poètes par eux-mêmes. Cependant, un jour, un élève, Belin parvînt à écrire un théorème mathématique en poésie. Le Chef lui demande alors de quitter le village afin de maintenir l’ordre de la société. Par son refus, arriva ce que le Chef prédit, c’est-à-dire un état de chaos dans lequel tout le gratte-ciel fut divisé entre 25 courants poétiques. Un jour tous les poètes furent conviés à un banquet, et quelques mois après celui-ci, tous moururent les uns après les autres, sauf Belin parvînt à s’enfuir de Dulcène.
Depuis cet événement, le village est en proie à un mal étrange : alors que les citoyens mangent, boivent et dorment parfaitement, les experts remarquent une diminution de la libido, des naissances et de l’empathie à travailler. En dix années, c’est tout le gratte-ciel qui est touché par cet état de mollesse et de morosité, le village semble abandonné, sombre par sa saleté et vierge par son silence. Les habitants vivent de leur côté dans la mélancolie et une complète indifférence, jusqu’à perdre même la notion de pudeur (car ils en avaient oublié la destination). Et du fait même du manque de naissance et d’hygiène, Dulcène se désemplit rapidement.
Lorsque Belin décide de quitter le village de Dôle, où il a exercé ses talents de poète, pour revenir à Dulcène à la suite d’un instant de nostalgie, il retrouve le gratte-ciel dans un état misérable, où les individus ne sont plus que des ombres mutiques dans un sépulcre hanté par le désespoir. C’est l’une de ces ombres qui attire Belin, une de ces jeunes filles candides ne connaissant plus les choses de l’amour, et malgré toutes ses avances refusées, il se décide à la violer dans l’ascenseur. Une fois, arrivé sur la terrasse, Belin croise le Chef mais se rappelle le banquet auquel il s’était échappé, et prend donc peur. Il fuit alors de nouveau Dulcène, et le Chef se lamente de voir son espoir s’enfuir. Durant neuf mois, la victime de Belin se vivifie peu à peu, reprend les couleurs de la joie de vivre, jusqu’à donner naissance à un bébé poète. Au bruit des cris harmonieux de l’enfant, le village voit peu à peu renaître la vie.